# Her Last Fling
Her Last Fling è un film pornografico statunitense del 1976, diretto da Carlos Tobalina (con lo pseudonimo "Bruce Van Buren"), che contribuì in larga parte alla fama di Annette Haven e John Holmes e alla diffusione di pellicole di questo genere.

## Trama
La giovane e adorabile Sandy perde le sue inibizioni e decide di concedersi felicemente in orge di gruppo a San Francisco e Las Vegas dopo che il suo medico l'ha informata che le restano solo poche settimane di vita.